# 福原正大
福原 正大（ふくはら まさひろ）は、HR techやED techを手がけるInstitution for a Global society株式会社のCEO。慶應義塾大学訪問教授、一橋大学大学院特任教授。大学・大学院では、People Analytics、リーダーシップ、Fin Techを担当。

## 来歴
慶應義塾高等学校・慶應義塾大学経済学部を卒業し、東京銀行（現三菱UFJ銀行）に入社。企業留学生としてINSEADでMBA、およびパリのグランゼコールHEC Paris（経営大学院）に留学し国際金融修士（With Honors）。その後、バークレイズグローバルインベスターズ（現ブラックロック）に入社し最年少マネージングディレクターとなり、日本法人の取締役も歴任した。また、バークレイズで働く傍ら、2005年に「Emerging market currencies and active portfolio management（新興国市場通貨とアクティブ・ポートフォリオ・マネジメント）」により、筑波大学から博士（経営学）を取得した。
こうした経験を経て、日本の教育にはリーダーシップ教育が足りないと感じるようになり、2010年、東京都渋谷区に Institution for a Global Society株式会社 (IGS) を創設し、海外大学進学志望者の進学支援を行なう予備校として教育産業に参入した。2014年の11月にZ会との提携・合弁のため、塾部門を新設のigsZ株式会社に移してIGS社から分けた。2017年7月現在、igsZで学院長を務めている。
2016年2月より、人工知能とビッグデータを活用して新卒採用や企業の組織分析を行う「GROW」をサービス開始。
さらに、人工知能がライティングの修正提案を行うTOEFL形式のオンライン英語学習プラットフォーム「e-spire」も展開。

## 著書
- 『厳しい時代を乗り越える強いリーダーがやるべき88のこと』明日香出版社、2011年7月18日。ISBN 978-4-756-91475-0。全国書誌番号:21959025。
- 『なぜ、日本では本物のエリートが育たないのか? : 東大でも教えてくれない世界が求める3つの力』ダイヤモンド社、2012年12月。ISBN 978-4-478-02173-6。全国書誌番号:22183364。
- 『ハーバード、オックスフォード…世界のトップスクールが実践する考える力の磨き方』大和書房、2013年10月23日。ISBN 978-4-479-79417-2。全国書誌番号:22318726。
- 『世界のエリートが大切にしている仕事の基本』三笠書房、2014年12月21日。ISBN 978-4-837-98310-1。全国書誌番号:22509258。
- 『世界のエリートはなぜ哲学を学ぶのか? : 桁外れの結果を出す人の思考法』SBクリエイティブ、2015年4月16日。ISBN 978-4-7973-8011-8。全国書誌番号:22577113。
- 『人工知能×ビッグデータが「人事」を変える』共著 徳岡晃一郎、朝日新聞出版 2016年1月7日。ISBN 4023314552
- 『世界で通用する人のため勉強入門』PHP研究所、2016年1月19日。